# Bleach (2018)
Bleach, auch bekannt als Bleach: The Soul Reaper Agent Arc, ist ein japanischer Fantasy-Actionfilm aus dem Jahr 2018, der auf dem gleichnamigen Manga von Tite Kubo basiert. Die Hauptrollen spielen Sota Fukushi und Hana Sugasaki.

## Handlung
Der 15-jährige Ichigo Kurosaki lebt mit seinem Vater Isshin und seinen zwei Schwestern Yuzu und Karin in Karakura Town. Er ist delinquent und wegen seiner hellen Haarfarbe eckt er häufig an. Außerdem hat er schon seit frühester Kindheit die Fähigkeit, Geister zu sehen, was in der letzten Zeit immer häufiger vorkommt.
Eines Abends trifft er in seinem Schlafzimmer auf ein Mädchen in einem schwarzen Kimono, das mit einer Katana bewaffnet ist und den Geist eines Mannes, der Ichigo nach Hause verfolgt hat, an einen Ort namens Soul Society schickt. Diese ist überrascht und verblüfft, dass er sie sehen kann, und erklärt ihm, dass sie ein Shinigami (ein Soul-Reaper) ist. Bevor sie jedoch näher darauf eingehen, greift ein Hollow, eine hasserfüllte Seele die andere Seelen verschlingt, das Haus an und entführt Ichigos Schwester Yuzu. Der Hollow jedoch hat es auf Ichigos Seele abgesehen und der Shinigami fängt an zu kämpfen, wobei sie jedoch verletzt wird. Unfähig weiter zu kämpfen, überträgt sie ihre Kräfte auf Ichigo, damit dieser seine Familie retten kann. Dieser absorbiert jedoch alle ihre Kräfte und wird selbst zum Shinigami. Als Ichigo am nächsten Morgen aufwacht, sind alle seine Verletzungen und die seiner Familie verschwunden. Seine Familie hat alles vergessen und glaubt, ein Lastwagen sei ins Haus gekracht, während sie schliefen.
In der Schule, trifft Ichigo plötzlich wieder auf das Shinigami-Mädchen, das nun für alle sichtbar ist und ihm klarmacht, dass er nicht geträumt hat. Sie stellt sich als Rukia Kuchiki vor und erklärt ihm, dass die Shinigami die Aufgabe haben, die guten Seelen in die Soul Society zu überführen, während sie die bösen Seelen, die Hollows, vernichten, um die guten zu schützen. Rukia kann nicht in ihre Welt zurückkehren, weil Ichigo alle ihre Kräfte absorbiert hat und will diese wieder von ihm holen. Der Vorgang misslingt jedoch, da Ichigo zu schwach ist und die Shinigami-Kräfte nicht kontrollieren kann. Deshalb verlangt Rukia, dass Ichigo vorübergehend ihre Aufgaben übernimmt, um damit seine Seele zu trainieren, damit er ihr ihre Kräfte zurückgeben kann. Ichigo weigert sich zunächst, da er lediglich seine Familie beschützen wollte. Jedoch wird er von Rukia zu einem harten Training gezwungen, das er widerwillig über sich ergehen lässt. Dafür zieht Rukia sogar in Ichigos Schrank.
Unterdessen ist Rukias Verschwinden in ihrer Welt aufgefallen und ihr Bruder Byakuya, ein Shinigami-Kommandant, schickt seinen Stellvertreter, den Elite-Kämpfer Renji Abarai nach Karakura, wo dieser Ichigo auf dem Weg nach Hause abpasst. Bevor er ihn jedoch töten kann, wird Renji von einem Unbekannten mit Pfeilen angegriffen und muss fliehen. Am nächsten Tag stellt sich heraus, dass einer seiner Klassenkameraden, Uryuu Ishida, der mysteriöse Angreifer war. Er gehört zur Rasse der Quincy, die von den Shinigami nahezu ausgerottet wurden, und will Ichigo zum Kampf herausfordern, indem er künstlich eine Hollow-Invasion auslöst. Ichigo hört dabei den Geist eines Jungen schreien, den er in den vergangenen Wochen regelmäßig besucht hat, und will ihn vor einem der Hollows retten, wobei jedoch wieder Renji und Byakuya auftauchen. Diese wollen Ichigo töten und Rukia mitnehmen, da sie dadurch, dass sie ihre Kräfte auf Ichigo übertrug, den Kodex der Shinigami gebrochen hat. Sie stellen ihr ein Ultimatum bis zum nächsten Vollmond, ihre Kräfte wiederzuerlangen.
Ichigo merkt, dass Rukia ihn zu beschützen versucht, und platzt in ein Treffen der Drei. Er bietet ihnen an, den Hollow Grand Fischer, den die Shinigami seit 54 Jahren jagen, zu erlegen, um mit der dabei gewonnenen Stärke Rukia ihre Kräfte wiederzugeben. Dafür soll Rukia von der Todesstrafe verschont bleiben. Byakuya stimmt dem zu und Ichigo intensiviert sein Training mit Rukia – nicht wissend, dass er nur als Lockvogel für den Hollow dienen soll. Während des Trainings keimt in Ichigo immer mehr der Verdacht auf, dass Grand Fischer vor Jahren seine Mutter Masaki getötet hat. Ichigo war damals anwesend und macht sich seither große Vorwürfe, da er sich für ihren Tod verantwortlich fühlt.
Am Todestag seiner Mutter geht die Familie zu Masakis Grab, wobei sie von Grand Fischer in Gestalt eines kleinen Mädchens angegriffen werden. Ichigo gelingt es, seine Schwestern zu retten und den Hollow trotz dessen Täuschungen mit Visionen seiner Mutter wegzulocken. Es kommt zum Kampf am Bahnhof der Stadt, wobei auch Ichigos Freunde Ichigo zumindest spüren können. Es gelingt Ichigo schließlich mit Uryuus Hilfe, Grand Fischer zu besiegen und zu vernichten.
Kurz darauf tauchen jedoch wieder Byakuya und Renji auf, um sowohl ihn als auch Rukia zu töten, weil er immer noch seine Kräfte hat. Rukia hatte sich bis jetzt, um Ichigo zu schützen, nicht ihre Kräfte wiedergeben lassen und soll nun, da sie den Code gebrochen und in den Augen ihres Bruders zu menschlich geworden ist, mit Ichigo sterben. Ichigo kämpft gegen die beiden. Er kann Renji besiegen, beim Kampf gegen Byakuya wird er jedoch schwer verletzt. Um Ichigo zu retten, stößt Rukia ihn davon. Sie erklärt, dass sie zur Besinnung gekommen sei, und erklärt sich bereit, den beiden wieder zu folgen, um in der Soul Society von ihren Sünden rein gewaschen zu werden. Schwer verletzt überträgt Ichigo die Kräfte wieder an Rukia, bevor er bewusstlos wird.
Ichigo erwacht unverletzt in seinem Zimmer. Das Erlebte kommt ihm wie ein Traum vor. Rukia ist in die Soul Society zurückgekehrt und froh, dass sie in Ichigo einen Freund gefunden hat – auch wenn sich in der Welt der Lebenden keiner an sie erinnert. Als Ichigo zur Schule kommt und sein Schulbuch öffnet, findet er eine Nachricht, die Rukia ihm einst hinein gekritzelt hatte. Er fängt an zu lächeln und es wird klar, dass Ichigo sich an alles erinnern kann.

## Veröffentlichung
Der Film kam am 20. Juli 2018 in die japanischen Kinos. Am 28. Juli 2018 fand die Amerikanische Premiere im Rahmen des New York Japan Cuts Festival in New York City statt. Am 14. September 2018 folgte die weltweite Veröffentlichung beim Streaming-Dienst Netflix.